# Idra
Idra is een Italiaans historisch merk van motorfietsen en hulpmotoren voor fietsen.
De bedrijfsnaam was: Idra Motobiciclette, Torino.
In 1923 begon Idra met de productie van 123cc-kopklep-clip-on motoren en complete motorfietsjes, maar het bedrijf moest in 1926 de productie al beëindigen.